# Брезовец, Йосип
Йо́сип Бре́зовец (хорв. Josip Brezovec; 12 марта 1986, Вараждин, Хорватия) — хорватский футболист, полузащитник клуба «Вараждин».

## Карьера
В Высшей лиге чемпионата Хорватии дебютировал в составе «Вартекса» 17 февраля 2007, выйдя на замену на 73-й минуте матча против «Славен Белупо». 28 января 2011 года подписал четырёхлетний контракт с загребским «Динамо», однако уже по окончании сезона перешёл в «Славен Белупо». В 2012 году стал игроком клуба «Риека». В 2014—2015 годах выступал на правах аренды за клуб итальянской Серии Б «Специя». 4 июля 2016 года перешёл в молдавский «Шериф».

## Достижения

### Командные
«Динамо» (Загреб)
- Чемпион Хорватии (1): 2010/11
- Обладатель Кубка Хорватии (1): 2011

«Риека»
- Серебряный призёр Чемпионата Хорватии (4): 2012/13, 2013/14, 2014/15, 2015/16
- Обладатель Кубка Хорватии (1): 2014
- Обладатель Суперкубка Хорватии (1): 2014

«Шериф»
- Чемпион Молдавии (1): 2016/17
- Обладатель Кубка Молдавии (1): 2017
- Обладатель Суперкубка Молдавии (1): 2016

### Личные
- Лучший игрок «Шерифа» в 2016 году[2].